# Chakhokhbili
Chakhokhbili (géorgien : ჩახოხბილი) est un plat géorgien traditionnel,,,, de la région de Mingrélie composé de poulet mijoté, de tomates et d'herbes fraîches.
Son nom vient du mot géorgien ხოხობი (khokhobi) qui signifie faisan.